# Compota

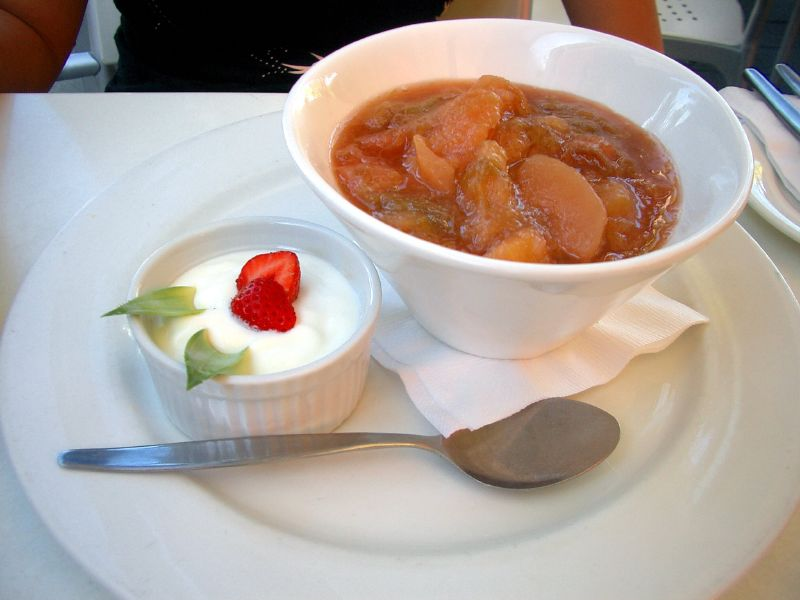
Una compota de ruibarbo y manzana.

La compota (del fr: compote = mezcla) es un postre casero que tradicionalmente se ha hecho de manzana, pero que se hace igualmente de distintas frutas (manzana, melocotón, albaricoque, pera, membrillo, ruibarbo, frutas rojas). Es un alimento de consumo habitual en países como Francia y Alemania. Consiste en cocer poco tiempo la fruta entera o cortada en trozos con azúcar.
En Argentina es un postre tradicional, consumido también como bebida refrescante. Se suele elaborar con Orejones de damasco (albaricoque), ciruelas pasas, duraznos (melocotones) y otras frutas y especias. 
Las compotas de fruta trituradas se emplean frecuentemente en las dietas infantiles (aunque en este caso suelen poseer menor contenido de azúcar, a menos de ser enriquecidas con vitaminas diversas, en especial la C).

## Definición industrial
Según la Reglamentación Técnico-Sanitaria española para la elaboración y venta de conservas vegetales (R.D. 2420/1978), la compota se define como "la conserva de frutas u hortalizas, enteras o partidas en trozos, a los que se les ha incorporado solución azucarada, con una graduación final inferior a 14º Brix".
Por otro lado, según el Código Alimentario Español, compota es "la confección preparada con fruta entera o partida en trozos regulares y con solución azucarada. No contendrá una riqueza superior al 15 por 100 de azúcares, expresada en sacarosa". Según el mismo Código Alimentario Español, se da el nombre genérico de confecciones de fruta a "los productos obtenidos a partir de frutas frescas o de sus zumos sometidos o no a un proceso de preparación mecánica previo, tratadas, en todo caso, por cocción con o sin materias azucaradas, y que se conservan posteriormente mediante procedimientos adecuados".